# Pierre d'Ovidio
Pierre d'Ovidio, né le 20 juillet 1949 à Paris et mort à Turin le 31 mars 2019, est un écrivain français auteur de romans, surtout policiers.

## Biographie

### Jeunesse et études
Pierre d'Ovidio est né le 20 juillet 1949 dans le 13e arrondissement de Paris d'une mère venue de Franche-Comté et d'un père de Grenoble, Jacques d'Ovidio, scénographe. 
Entré dans l’enseignement en 1972, il poursuit ses études et obtient une maîtrise d’histoire en 1974, un CAPES d'histoire-géographie en 1976, et un DEA d'histoire de l'art en 1977, tout en se formant entre 1974 et 1982 en peinture, lithographie, gravure et typographie. 

### Carrière d'enseignant
Professeur d'histoire à Paris puis à Fontenay-sous-Bois, il fait un séjour au sein d'une communauté de peintres « post-soixante-huitarde ».
Pendant deux ans, il est lecteur à l'institut Sheffield Polytechnique puis donne des cours d'histoire en formation continue à l'École des Beaux-Arts de Paris. Il écrit des ouvrages scolaires d’histoire-géographie pour les éditions Nathan et Galée. 
Ayant conservé des amis professeurs aux Beaux-Arts, il écrit d'abord des textes pour accompagner leurs ouvrages d'art, puis dans les années 80, découvre l'auteur Henri Calet et décide de se mettre à l’écriture.

### Carrière de romancier
Il rédige « trois-quatre livres », jamais publiés, sa carrière de romancier ne décollant qu'en 1995 lors de la sortie chez l'éditeur Phébus de La Vie épatante, qui retient l'attention de la critique dans Les Inrockuptibles, Télérama, La Croix et L'Humanité.

#### Première trilogie
Pierre d'Ovidio s'installe en 1997 à Saint-Rémy-sur-Creuse, dans la Vienne, où il tient une chronique dans le magazine L'Actualité Poitou-Charentes, tout en étant correspondant pour La Nouvelle République, journal régional, et où il s'attelle à une trilogie sur fond de polar, consacrée cette région. 
Le héros est Mascarpone, un correspondant de presse à la République Nouvelle (dont le titre est l'inversion de celui du journal régional auquel collabore d'Ovidio), aspiré par une intrigue qui démarre quand on retrouve un corps, qui a séjourné plusieurs années dans l'eau d'une rivière. Un des personnages incarne sa propre histoire, celle d'un homme qui a quitté avec sa femme dans le 13e arrondissement parisien pour une ancienne ferme qu'il commencent à restaurer dans le village natal de René Descartes, sur fond d'évocations aux « allures de cartes postales jaunies », et au parfum de désenchantement, à une vingtaine de kilomètres de la célèbre manufacture d'armes de Châtellerault. 

#### Seconde trilogie
Amateur de recherches à la Bibliothèque historique de la ville de Paris, Pierre d'Ovidio propose ensuite à la collection « Grands Détectives » des éditions 10/18, une grande fresque en trois parties, sur la IVe République, vue sous l'angle d'enquêtes de justice, sur laquelle il écrit à partir de 2011, sur le mode de la trilogie historique publiée ces années là par l'anglais Ken Follett, mais consacrée à d'autres époques. 
Le premier roman de cette trilogie, intitulé L'Ingratitude des fils évoque l'immédiat après-guerre, et le deuxième l'insurrection de 1947 à Madagascar, sous le titre Le Choix des désordres puis le troisième, titré Etrange sabotage, le déraillement du train postal Paris-Tourcoing le 3 mars 1947, fait divers réel qui mettra fin aux grèves insurrectionnelles en 1947-1948, en y greffant une autre trame historique, les rivalités entre Guy Mollet, maire d'Arras en 1947, et son rival local RPF. L'auteur y peint une fresque du paysage politique quasi insurrectionnel de l'époque, sur fond d'arrangements avec la finance des partis au pouvoir, afin de paraître respectables auprès des américains apportant les aides prévues par le plan Marshall. Pierre d'Ovidio ajoute à l'histoire réelle des suspects, fausses pistes et meurtres en cascade, sur fond de personnages fredonnant le succès de l'époque, Amado Mio, des Sœurs Étienne, stars de la TSF en 1947.

## Œuvres
- La Vie épatante, Phébus, 1995, roman, 222 p.
- Demain c'est dimanche, Phébus, 2001, roman, 212 p.
- Pertes et Profits, Phébus, 2002, roman, 230 p.
- Les Cahiers au feu, Phébus, 2004, roman, 202 p.
- Les Enfants de Van Gogh, Phébus, 2007, roman, 204 p.
- Nationale 7, Le Temps qu'il fait, 2009, roman, 161 p.
- L'Ingratitude des fils, 10/18, 2011, roman, 248 p.
- Le Choix des désordres, 10/18, 2012, roman, 285 p.
- Le Paradis pour demeure, Presses de la Cité, 2012, roman, 243 p.
- Étrange Sabotage, Presses de la Cité, 2014, roman, 329 p.
- La Tête de l'Anglaise, Jigal, 2016, roman, 231 p.